# Vicia freyniana
Vicia freyniana är en ärtväxtart som beskrevs av Joseph Friedrich Nicolaus Bornmüller. Vicia freyniana ingår i släktet vickrar, och familjen ärtväxter. Inga underarter finns listade i Catalogue of Life.